# یواس‌اس دیمون ام کامینگز (دی‌ای-۶۴۳)
یواس‌اس دیمون ام کامینگز (دی‌ای-۶۴۳) (به انگلیسی: USS Damon M. Cummings (DE-643)) یک کشتی بود که طول آن ۳۰۶ فوت ۰ اینچ (۹۳٫۲۷ متر) بود. این کشتی در سال ۱۹۴۴ ساخته شد.